# Mięśnie oddechowe

Układ oddechowy człowieka

Mięśnie oddechowe – grupa mięśni warunkujących prawidłową rytmikę ruchów oddechowych klatki piersiowej. Ze względu na to, czy ich skurcz przyczynia się do wdechu czy wydechu, dzielone są odpowiednio na mięśnie wdechowe i mięśnie wydechowe.
Do podstawowych mięśni wdechowych, działających podczas swobodnego, spokojnego oddychania, wliczają się u człowieka przepona i mięśnie międzyżebrowe zewnętrzne, przy czym może pracować sama przepona (typ oddechowy przeponowy lub brzuszny), same mięśnie międzyżebrowe zewnętrzne (typ oddechowy żebrowy lub piersiowy) lub mogą pracować razem (typ oddechowy mieszany, żebrowo-przeponowy). W przypadku wzmożonego lub utrudnionego oddechu mogą dołączać się także inne mięśnie jako pomocnicze mięśnie wdechowe: mięśnie pochyłe szyi (przedni, środkowy i tylny), mięsień mostkowo-obojczykowo-sutkowy, mięsień zębaty przedni, mięsień piersiowy większy, mięsień piersiowy mniejszy, wiązki żebrowe mięśnia najszerszego grzbietu, mięsień podobojczykowy, mięsień zębaty tylny górny.
Mięśniami wydechowymi w swobodnym, spokojnym oddychaniu u człowieka są mięśnie międzyżebrowe wewnętrzne i mięsień poprzeczny klatki piersiowej. Przy utrudnionym wydechu i wtedy, gdy wydech odbywa się szybko (kaszel, kichanie, śmiech) dołączają się mięśnie wydechowe pomocnicze: mięśnie brzucha, części boczne mięśnia najszerszego grzbietu, mięsień zębaty tylny dolny.